# Argidia intracta
Argidia intracta är en fjärilsart som beskrevs av Walker 1858. Argidia intracta ingår i släktet Argidia och familjen nattflyn. Inga underarter finns listade i Catalogue of Life.